# Acceso múltiple por división de frecuencia
El acceso múltiple por división de frecuencia , también conocido como FDMA (acrónimo en inglés de Frequency Division Multiple Access) es una técnica de multiplexación usada en múltiples protocolos de comunicaciones, tanto digitales como analógicos, principalmente de radiofrecuencia, y entre ellos en los teléfonos móviles de redes GSM. 
En FDMA, el acceso al medio se realiza dividiendo el espectro disponible en canales, que corresponden a distintos rangos de frecuencia, asignando estos canales a los distintos usuarios y comunicaciones a realizar, sin interferirse entre sí. Los usuarios pueden compartir el acceso a estos distintos canales por diferentes métodos como TDMA, CDMA o SDMA, siendo estos protocolos usados indistintamente en los diferentes niveles del modelo OSI.
En algunos sistemas, como GSM, el FDMA se complementa con un mecanismo de cambio de canal según las necesidades de la red lo precisen, conocido en inglés como frequency hopping o "saltos en frecuencia". 
Su primera aparición en la telefonía móvil fue en los equipos de telecomunicación de primera generación (años 1980), siendo de baja calidad de transmisión y una pésima seguridad.[cita requerida] La velocidad máxima de transferencia de datos fue 240 baudios.

## Características
- Tecnología muy experimentada y fácil de implementar.
- Gestión de recursos rígida y poco apta para flujos de tránsito variable.
- Requiere duplexor de antena para transmisión dúplex.
- Se asignan canales individuales a cada usuario.
- Los canales son asignados de acuerdo a la demanda.
- Normalmente FDMA se combina con multiplexing FDD

## Multiplexación por división de frecuencia
La multiplexación por división de frecuencia (MDF) o (FDM), del inglés Frequency Division Multiplexing, es un tipo de multiplexación utilizada generalmente en sistemas de transmisión analógicos. La forma de funcionamiento es la siguiente: se convierte cada fuente de varias que originalmente ocupaban el mismo espectro de frecuencias, a una banda distinta de frecuencias, y se transmite en forma simultánea por un solo medio de transmisión. Así se pueden transmitir muchos canales de banda relativamente angosta por un solo sistema de transmisión de banda ancha.
El FDM es un esquema análogo de multiplexado; la información que entra a un sistema FDM es analógica y permanece analógica durante toda su transmisión. Un ejemplo de FDM es la banda comercial de AM, que ocupa un espectro de frecuencias de 535 a 1605 kHz. Si se transmitiera el audio de cada estación con el espectro original de frecuencias, sería imposible separar una estación de las demás. En lugar de ello, cada estación modula por amplitud una frecuencia distinta de portadora, y produce una señal de doble banda lateral de 10kHz. 
Hay muchas aplicaciones de FDM, por ejemplo, la FM comercial y las emisoras de televisión, así como los sistemas de telecomunicaciones de alto volumen. Dentro de cualquiera de las bandas de transmisión comercial, las transmisiones de cada estación son independientes de las demás.
Una variante de MDF es la utilizada en fibra óptica, donde se multiplexan señales, que pueden ser analógicas o digitales, y se transmiten mediante portadoras ópticas de diferente longitud de onda, dando lugar a la denominada multiplexación por división de longitud de onda, o WDM del inglés Wavelength Division Multiplexing.
En la Figura 1 siguiente se representa, de forma muy esquematizada, un conjunto multiplexor-demultiplexor por división de frecuencia para tres canales, cada uno de ellos con el ancho de banda típico del canal telefónico analógico (0,3 a 3,4 kHz).
Figura 1.- Circuito simplificado del conjunto multiplexor-demultiplexor analógico
En esta figura, se puede ver como la señal de cada uno de los canales modula a una portadora distinta, generada por su correspondiente oscilador (O-1 a O-3). A continuación, los productos de la modulación son filtrados mediante filtros paso banda, para seleccionar la banda lateral adecuada. En el caso de la figura se selecciona la banda lateral inferior. Finalmente, se combinan las salidas de los tres filtros (F-1 a F-3) y se envían al medio de transmisión que, en este ejemplo, debe tener una de banda de paso comprendida, al menos, entre 8,6 y 19,7 kHz.
En el extremo distante, el demultiplexor realiza la función inversa. Así, mediante los filtros F-4 a F-6, los demoduladores D-1 a D-3 (cuya portadora se obtiene de los osciladores O-4 a O-6) y finalmente a través de los filtros paso bajo F-7 a F-9, que nos seleccionan la banda lateral inferior, volvemos a obtener los canales en su banda de frecuencia de 0,3 a 3,4 kHz.